# Eurovizijos 2019
Eurovizijos dainų konkurso nacionalinė atranka 2019 fand am 23. Februar 2019 statt und war der litauische Vorentscheid für den Eurovision Song Contest 2019 in Tel Aviv (Israel). Sieger der Vorentscheidung ist der Sänger Jurijus mit seinem Lied Run With The Lions.

## Format

### Konzept
Im Gegensatz zu den letzten Jahren, soll es zum ersten Mal seit 2013 wieder nur sieben Sendungen geben, statt wie bis zu zehn Sendungen in den letzten Jahren. Damit wird es vier Heats, zwei Halbfinale und ein Finale geben. Der Sieger soll wieder zu 50 % per Juryvoting und zu 50 % per Televoting entschieden werden.

### Jury
Die Jury besteht in dieser Ausgabe aus folgenden Personen:
- Ramūnas Zilnys
- Vytautas Bikus
- Jonas Nainys

Die Jurymitglieder bestimmen insgesamt 50 % des Endergebnisses.

### Moderation
Am 13. Dezember 2018 gab LRT bekannt, dass Gabriele Martirosianaite und Giedrius Masalskis die Vorentscheidung erstmals zusammen moderieren werden.

### Beitragswahl
Vom 2. Oktober 2018 bis zum 10. Dezember 2018 konnten Beiträge bei LRT eingereicht werden. Dabei werden drei Kategorien angeboten, in denen Lieder eingereicht werden können. Die erste Kategorie umfasst Interpreten mit Liedern, die zweite Kategorie enthält Interpreten ohne Lieder und die dritte Kategorie enthält Lieder ohne Interpreten. Komponisten können unabhängig von ihrer Nationalität Beiträge einreichen, die Interpreten der Lieder müssen allerdings litauische Staatsbürger sein.

## Teilnehmer
Am 14. Dezember 2018 veröffentlichte LRT die Liste mit den insgesamt 48 Teilnehmern und deren 49 Liedern.

## Heats
Alle vier Heats werden schon vor der eigentlichen Ausstrahlung aufgenommen. Die Jury stimmte jeweils schon beim Dreh der Sendung ab, so dass das Televoting erst am Tag der Ausstrahlung stattfindet.

### Heat 1
Heat 1 fand am 5. Januar 2019 um 21:00 Uhr (EET) in den LRT Studios statt. Zwölf Teilnehmer traten hier gegeneinander an, wovon sich sechs für die nächste Runde qualifizierten.
| Platz | Startnr. | Interpret             | Lied Musik (M) und Text (T)                                                                  | Sprache             | Übersetzung (Inoffiziell)    | Jury Punkte | Zuschauer                  | Zuschauer | Gesamt |
| Platz | Startnr. | Interpret             | Lied Musik (M) und Text (T)                                                                  | Sprache             | Übersetzung (Inoffiziell)    | Jury Punkte | Stimmen (Televoting & SMS) | Punkte    | Gesamt |
| ----- | -------- | --------------------- | -------------------------------------------------------------------------------------------- | ------------------- | ---------------------------- | ----------- | -------------------------- | --------- | ------ |
| 1.    | 10       | MaNNazz               | Blind Bird M: Kamilė Kielaitė-Sienkievič, Dominykas Zalieckas; T: Kamilė Kielaitė-Sienkievič | Englisch            | Blinder Vogel                | 10          | 792                        | 10        | 20     |
| 2.    | 08       | Migloko               | Rožės M/T: Artūras Bieliauskas, Loko                                                         | Litauisch           | Rosen                        | 12          | 639                        | 07        | 19     |
| 3.    | 06       | Aldegunda             | I Want Your Love M/T: Gailė Asačiovaitė                                                      | Englisch            | Ich will deine Liebe         | 03          | 828                        | 12        | 15     |
| 4.    | 09       | Twosome               | 1000 M/T: Paulius Šinkūnas, Justinas Stanislovaitis                                          | Englisch, Litauisch | –                            | 07          | 633                        | 06        | 13     |
| 5.    | 12       | Glossarium            | Anyone M: Tadas Kaminskas, Lukas Gubanovas; T: Saulius Šivickas                              | Englisch            | Irgendjemand                 | 06          | 603                        | 05        | 11     |
| 6.    | 05       | Šarūnas Mačiūlis      | Traukinys M/T: Šarūnas Mačiulis                                                              | Litauisch           | Zug                          | 03          | 686                        | 08        | 11     |
| 7.    | 11       | Gebrasy               | Acceptance M: Audrius Petrauskas, Alex Lipnevic, Jevgenij Podskokov; T: Audrius Petrauskas   | Englisch            | Akzeptanz                    | 08          | 257                        | 01        | 09     |
| 8.    | 01       | Matas Ligeika         | You Came Here to Fly M: Matas Ligeika; T: Matas Ligeika, Gintarė Liseckaitė                  | Englisch            | Du kamst um zu fliegen       | 05          | 473                        | 04        | 09     |
| 9.    | 03       | Filtered Tools        | Survival M: Donatas Sabaliauskas; T: Eglė Tamulionienė                                       | Englisch            | Überleben                    | 04          | 267                        | 02        | 06     |
| 10.   | 04       | RÙTA                  | Paradox M/T: Rūta Statkevičiūtė, Forest Blakk                                                | Englisch            | Paradox                      | 0           | 341                        | 03        | 03     |
| 11.   | 07       | Gabriela Ždanovičiūtė | Home Is in Your Heart M/T: Agnete Johnsen, Thomas Reil, Jeppe Reil, Christopher Wortley      | Englisch            | Zuhause ist in deinem Herzen | 01          | 223                        | 0         | 01     |
| 12.   | 02       | Simona                | This Day Begins with Love M: Kęstutis Jablonskis; T: Raimundas Margalikas                    | Englisch            | Dieser Tag beginnt mit Liebe | 0           | 157                        | 0         | 0      |

### Heat 2
Heat 2 wurde am 9. Januar 2019 in den LRT Studios aufgezeichnet und soll am 19. Januar 2019 um 21:00 Uhr (EET) ausgestrahlt werden. 13 Teilnehmer traten hier gegeneinander an, wovon sich sechs für die nächste Runde qualifizierten.
| Platz | Startnr. | Interpret              | Lied Musik (M) und Text (T)                                                               | Sprache   | Übersetzung (Inoffiziell) | Jury Punkte | Zuschauer                  | Zuschauer | Gesamt |
| Platz | Startnr. | Interpret              | Lied Musik (M) und Text (T)                                                               | Sprache   | Übersetzung (Inoffiziell) | Jury Punkte | Stimmen (Televoting & SMS) | Punkte    | Gesamt |
| ----- | -------- | ---------------------- | ----------------------------------------------------------------------------------------- | --------- | ------------------------- | ----------- | -------------------------- | --------- | ------ |
| 1.    | 08       | Edgaras Lubys          | To The Sky M/T: Edgaras Lubys                                                             | Englisch  | Zum Himmel                | 10          | 435                        | 12        | 22     |
| 2.    | 07       | Emilija Gogolytė       | Riddle M/T: Sara Sangfelt, Ian Curnow, Ina Reni Alexandrow                                | Englisch  | Rätsel                    | 06          | 429                        | 10        | 16     |
| 3.    | 11       | Justina Budaitė-Junà   | Strength of a Women M: Donatas Montvydas, Gytis Valickas-Echoes; T: Glenda „Gizzle“ Proby | Englisch  | Stärke einer Frau         | 12          | 148                        | 02        | 14     |
| 4.    | 04       | Lukas Bartaška         | River of Hope M: Lukas Bartaška, Giedrius Misiūnas; T: Lukas Bartaška                     | Englisch  | Fluss der Hoffnung        | 08          | 221                        | 05        | 13     |
| 5.    | 13       | Original Copy          | Power of Sounds M/T: Ieva Ščerbinskaitė                                                   | Englisch  | Stärke der Klänge         | 03          | 366                        | 07        | 10     |
| 6.    | 05       | Paola Hart             | I'll be alright M: Saxtone; T: Paulina Paulauskaitė                                       | Englisch  | Mir wird es gut gehen     | 08          | 062                        | 0         | 08     |
| 7.    | 01       | Tiramisu               | The Smell of your Eyes M: Martyna Rudelytė, Egidijus Lisovoj; T: Martyna Rudelytė         | Englisch  | Der Geruch deiner Augen   | 0           | 425                        | 08        | 08     |
| 8.    | 09       | Donata Virbilaitė      | Doing The Loop M/T: Lise Cabble, Christopher Wortley, DWB                                 | Englisch  | Mache die Runde           | 01          | 283                        | 06        | 07     |
| 9.    | 10       | Gražvydas Sidiniauskas | Another Movie M/T: A. S. Engen, Janieck Devy, Radboud Miedema, Fabrizio Levita            | Englisch  | Ein weiterer Film         | 05          | 125                        | 01        | 06     |
| 10.   | 03       | Justina Žukauskaitė    | Hit Me Harder M: Vytautas Karpauskas; T: Justina Žukauskaitė, Vytautas Karpauskas         | Englisch  | Treff mich härter         | 02          | 170                        | 04        | 06     |
| 11.   | 02       | Giedrius Nakas         | Klaidos M/T: Giedrius Nakas                                                               | Litauisch | Fehler                    | 04          | 054                        | 0         | 04     |
| 12.   | 06       | Valdas Lacko           | Dare M/T: Niklas Bergqvist, Simon Johansson, Malin Bergqvist                              | Englisch  | Trauen                    | 0           | 166                        | 03        | 03     |
| 13.   | 12       | BANZZZAI               | I Don't Care M: Martynas Puchovičius; T: Paulius Šinkūnas                                 | Englisch  | Ist mir egal              | 0           | 094                        | 0         | 0      |

### Heat 3
Heat 3 wurde am 16. Januar 2019 in den LRT Studios aufgezeichnet und wurde am 26. Januar 2019 um 21:00 Uhr (EET) ausgestrahlt. 13 Teilnehmer traten hier gegeneinander an, wovon sich sechs für die nächste Runde qualifizierten.
| Platz | Startnr. | Interpret                         | Lied Musik (M) und Text (T)                                                               | Sprache   | Übersetzung (Inoffiziell) | Jury Punkte | Zuschauer                  | Zuschauer | Gesamt |
| Platz | Startnr. | Interpret                         | Lied Musik (M) und Text (T)                                                               | Sprache   | Übersetzung (Inoffiziell) | Jury Punkte | Stimmen (Televoting & SMS) | Punkte    | Gesamt |
| ----- | -------- | --------------------------------- | ----------------------------------------------------------------------------------------- | --------- | ------------------------- | ----------- | -------------------------- | --------- | ------ |
| 1.    | 12       | Jurijus                           | Run with the Lions M/T: Ashley Hicklin, Eric Lumiere, Pele Loriano                        | Englisch  | Renne mit den Löwen       | 12          | 1.533                      | 12        | 24     |
| 2.    | 11       | Monika Marija                     | Criminal M/T: Benny Jansson, Monika Marija Paulauskaitė, Thomas Karlsson, Mahan Moin      | Englisch  | Krimineller               | 10          | 0978                       | 08        | 18     |
| 3.    | 13       | Jurgis DID & Erica Jennings       | Sing! M/T: Jurgis Didžiulis, Erica Jennings                                               | Englisch  | Singe!                    | 08          | 1.077                      | 10        | 18     |
| 4.    | 05       | Antikvariniai Kašpirovskio Dantys | Mažulė M/T: Martynas Enčius                                                               | Litauisch | Baby                      | 06          | 0906                       | 07        | 13     |
| 5.    | 09       | Cheri                             | Again M/T: Viktorija Vyšniauskaitė, V. Puzyriov                                           | Englisch  | Erneut                    | 08          | 0409                       | 03        | 11     |
| 6.    | 07       | Jurgis Brūzga                     | CTRL ALT DELETE M: Kasparas Meginis, Edgaras Žaltauskas, Jurgis Brūzga; T: Andrius Kairys | Englisch  | –                         | 05          | 0663                       | 05        | 10     |
| 7.    | 06       | Dagna                             | The Rush M: L. Janušaitis; T: L. Lombard                                                  | Englisch  | Die Eile                  | 04          | 0739                       | 06        | 10     |
| 8.    | 04       | Sofija Eitutytė                   | My 7th Life M/T: F. Buba, Charlie Mason, Rike Boomgaarden, Marcus Brosch                  | Englisch  | Mein siebtes Leben        | 03          | 0302                       | 01        | 04     |
| 9.    | 08       | Kali                              | Don‘t B3long M: K. Talutis; T: Arvydas Krikščikas                                         | Englisch  | Gehöre nicht dazu         | 02          | 0308                       | 02        | 04     |
| 10.   | 10       | 120                               | No Doubt M: Deivydas Zvonkus, D. Laukys, Š. Januškevičius; T: D. Laukys, Š. Januškevičius | Englisch  | Kein Zweifel              | 0           | 0548                       | 04        | 04     |
| 11.   | 02       | Voldemars Petersons               | Dancing with the Stars M/T: Ashley Hicklin, Becky Jerams, Christopher Wortley DWB         | Englisch  | Mit den Sternen tanzen    | 02          | 0227                       | 0         | 02     |
| 12.   | 01       | Laimingu Būti Lengva              | Pasaulio vidury M/T: A. Pakšys                                                            | Litauisch | In der Mitte der Erde     | 0           | 0149                       | 0         | 0      |
| 13.   | 03       | La Forza                          | Leisk tave paguosti M/T: Stanislovas Stavickis-Stano                                      | Litauisch | Lass mich dich trösten    | 0           | 0146                       | 0         | 0      |

### Heat 4
Heat 4 wurde am 23. Januar 2019 in den LRT Studios aufgezeichnet und wurde am 2. Februar 2019 um 21:00 Uhr (EET) ausgestrahlt. Elf Teilnehmer traten hier gegeneinander an, wovon sich sechs für die nächste Runde qualifizierten. Gabrielė Rybko erhielt 0 Punkte vom Televoting, nachdem ihr Vater versuchte Stimmen für sie zu kaufen.
| Platz | Startnr. | Interpret                | Lied Musik (M) und Text (T)                                                                                           | Sprache   | Übersetzung (Inoffiziell)        | Jury Punkte | Zuschauer                  | Zuschauer | Gesamt |
| Platz | Startnr. | Interpret                | Lied Musik (M) und Text (T)                                                                                           | Sprache   | Übersetzung (Inoffiziell)        | Jury Punkte | Stimmen (Televoting & SMS) | Punkte    | Gesamt |
| ----- | -------- | ------------------------ | --- | --------- | -------------------------------- | ----------- | -------------------------- | --------- | ------ |
| 1.    | 10       | Monika Marija            | Light On M/T: Rachel Suter, Monika Marija Paulauskaitė, Martin Wiik, Glen Eriksson                                    | Englisch  | Licht an                         | 12          | 1.416                      | 12        | 24     |
| 2.    | 11       | Henry & Tommy Modric     | Neverpart M/T: Tomas Sinickis                                                                                         | Englisch  | Kein Teil                        | 08          | 0838                       | 10        | 18     |
| 3.    | 09       | Soliaris & Foreign Souls | Song Of My Life M: Viktoras Alechnovicius, Artūras Daunys; T: Algimantas Minalga, Arminas Bagdzevičius                | Englisch  | Lied meines Lebens               | 07          | 0694                       | 07        | 14     |
| 4.    | 08       | Saulės kliošas           | Laiko mašina M/T: Alvydas Mačiulskas, Laurynas Šarkinas, Justė Starinskaitė; T: Laurynas Šarkinas, Justė Starinskaitė | Litauisch | Zeitmaschine                     | 10          | 0527                       | 03        | 13     |
| 5.    | 05       | Živilė Gedvilaitė        | Learn From Your Love M/T: Anna Timgren, Alex Mullarkey                                                                | Englisch  | Lerne von deiner Liebe           | 07          | 0643                       | 05        | 12     |
| 6.    | 03       | Alen Chicco              | Your Cure M: F. Venckus, Tomas Alenčikas; T: Tomas Alenčikas                                                          | Englisch  | Deine Heilung                    | 04          | 0745                       | 08        | 12     |
| 7.    | 04       | Queens of Roses          | Runaway M/T: Edgaras Koldaras, Artiomas Penkevičius                                                                   | Englisch  | Weglaufen                        | 07          | 0580                       | 04        | 11     |
| 8.    | 06       | Elizabeth Olshey         | Never Enough (Of Your Love) M: Konstantin Beyrer, Elizabeth Olshey, Šarūnas Vaidachovičius; T: Elizabeth Olshey       | Englisch  | Niemals genug (Von deiner Liebe) | 0           | 0669                       | 06        | 06     |
| 9.    | 07       | Gabrielė Rybko           | Lay It Down M/T: Laurell Barker, Georgie Dennis, Cameron Warren                                                       | Englisch  | Lege es nieder                   | 03          | 0                          | 0         | 03     |
| 10.   | 01       | Valerija Iljinaitė       | Scars Are Beautiful M: Linda Persson, Ylva Persson, John Matthews; T: Charlie Mason, Linda Persson                    | Englisch  | Kratzer sind schön               | 02          | 0242                       | 01        | 03     |
| 11.   | 02       | Indrė Juodeikienė        | Bad Option M/T: Nácha, Rajan Muse, Koos Kamerling                                                                     | Englisch  | Schlechte Option                 | 01          | 0375                       | 02        | 03     |

## Halbfinale

### Erstes Halbfinale
Das erste Halbfinale fand am 9. Februar 2019 um 21:00 Uhr (EET) in den LRT Studios statt. Vier der insgesamt zwölf Teilnehmer qualifizierten sich für das Finale.
| Platz | Startnr. | Interpret            | Lied Musik (M) und Text (T)                                                               | Sprache             | Übersetzung (Inoffiziell) | Jury Punkte | Zuschauer                  | Zuschauer | Gesamt |
| Platz | Startnr. | Interpret            | Lied Musik (M) und Text (T)                                                               | Sprache             | Übersetzung (Inoffiziell) | Jury Punkte | Stimmen (Televoting & SMS) | Punkte    | Gesamt |
| ----- | -------- | -------------------- | ----------------------------------------------------------------------------------------- | ------------------- | ------------------------- | ----------- | -------------------------- | --------- | ------ |
| 1.    | 10       | Monika Marija        | Light On M/T: Rachel Suter, Monika Marija Paulauskaitė, Martin Wiik, Glen Eriksson        | Englisch            | Licht an                  | 12          | 3.192                      | 12        | 24     |
| 2.    | 11       | Jurgis Brūzga        | CTRL ALT DELETE M: Kasparas Meginis, Edgaras Žaltauskas, Jurgis Brūzga; T: Andrius Kairys | Englisch            | –                         | 10          | 0815                       | 05        | 15     |
| 3.    | 09       | Justina Budaitė-Junà | Strength of a Women M: Donatas Montvydas, Gytis Valickas-Echoes; T: Glenda „Gizzle“ Proby | Englisch            | Stärke einer Frau         | 10          | 0786                       | 04        | 14     |
| 4.    | 02       | Henry & Tommy Modric | Neverpart M/T: Tomas Sinickis                                                             | Englisch            | Kein Teil                 | 07          | 1.171                      | 07        | 14     |
| 5.    | 01       | Emilija Gogolytė     | Riddle M/T: Sara Sangfelt, Ian Curnow, Ina Reni Alexandrow                                | Englisch            | Rätsel                    | 01          | 1.694                      | 10        | 11     |
| 6.    | 06       | Migloko              | Rožės M/T: Artūras Bieliauskas, Migloko                                                   | Litauisch           | Rosen                     | 07          | 0665                       | 03        | 10     |
| 7.    | 04       | Edgaras Lubys        | To The Sky M/T: Edgaras Lubys                                                             | Englisch            | Zum Himmel                | 04          | 0994                       | 06        | 10     |
| 8.    | 08       | Lukas Bartaška       | River of Hope M: Lukas Bartaška, Giedrius Misiūnas; T: Lukas Bartaška                     | Englisch            | Fluss der Hoffnung        | 02          | 1.410                      | 08        | 10     |
| 9.    | 03       | Saulės kliošas       | Laiko mašina M/T: Alvydas Mačiulskas, Laurynas Šarkinas, Justė Starinskaitė               | Litauisch           | Zeitmaschine              | 05          | 0535                       | 02        | 07     |
| 10.   | 12       | Cheri                | Again M/T: Viktorija Vyšniauskaitė, V. Puzyriov                                           | Englisch            | Erneut                    | 04          | 0442                       | 0         | 04     |
| 11.   | 05       | Glossarium           | Anyone M: Tadas Kaminskas, Lukas Gubanovas; T: Saulius Šivickas                           | Englisch            | Irgendjemand              | 0           | 0506                       | 01        | 01     |
| 12.   | 07       | Twosome              | 1000 M/T: Paulius Šinkūnas, Justinas Stanislovaitis                                       | Englisch, Litauisch | –                         | 0           | 0286                       | 0         | 0      |

### Zweites Halbfinale
Das zweite Halbfinale fand am 16. Februar 2019 um 21:00 Uhr (EET) in den LRT Studios statt. Vier der insgesamt zwölf Teilnehmer qualifizierten sich für das Finale.
Monika Marija, die bereits im ersten Halbfinale mit dem Lied Light On antrat und sich für das Finale qualifizierte, bat ihre Fans sowie die Jury, dass sie nicht für ihr Lied Criminal abstimmen sollten. Als Grund gab sie an, dass sie im Finale Light On gerne singen würde und die Fans lieber ihr Geld sparen sollten, so dass ein anderer Kandidat den Finalplatz erhält. Am Ende qualifizierte sie sich trotzdem mit Criminal für das Finale.
Am 21. Februar 2019 gab Monika Marija bekannt, dass sie ihr Lied Criminal aus dem Finale zurückzieht. Laut den Regeln von LRT muss sie dafür 2000 Euro Strafe zahlen. Ihr Finalplatz erhält damit Alen Chicco mit dem Lied The Cure.
| Platz | Startnr. | Interpret                         | Lied Musik (M) und Text (T)                                                                            | Sprache   | Übersetzung (Inoffiziell) | Jury Punkte | Zuschauer                  | Zuschauer | Gesamt |
| Platz | Startnr. | Interpret                         | Lied Musik (M) und Text (T)                                                                            | Sprache   | Übersetzung (Inoffiziell) | Jury Punkte | Stimmen (Televoting & SMS) | Punkte    | Gesamt |
| ----- | -------- | --------------------------------- | --- | --------- | ------------------------- | ----------- | -------------------------- | --------- | ------ |
| 1.    | 10       | Jurijus                           | Run with the Lions M/T: Ashley Hicklin, Eric Lumiere, Pele Loriano                                     | Englisch  | Renne mit den Löwen       | 12          | 4.097                      | 12        | 24     |
| 2.    | 09       | Antikvariniai Kašpirovskio Dantys | Mažulė M/T: Martynas Enčius                                                                            | Litauisch | Baby                      | 10          | 1.979                      | 08        | 18     |
| 3.    | 08       | Monika Marija                     | Criminal M/T: Benny Jansson, Monika Marija Paulauskaitė, Thomas Karlsson, Mahan Moin                   | Englisch  | Krimineller               | 10          | 1.519                      | 07        | 17     |
| 4.    | 12       | Jurgis DID & Erica Jennings       | Sing! M/T: Jurgis Didžiulis, Erica Jennings                                                            | Englisch  | Singe!                    | 06          | 2.020                      | 10        | 16     |
| 5.    | 05       | Alen Chicco                       | Your Cure M/T: F. Venckus, Tomas Alenčikas                                                             | Englisch  | Deine Heilung             | 06          | 1.415                      | 06        | 12     |
| 6.    | 11       | MaNNazz                           | Blind Bird M: Kamilė Kielaitė-Sienkievič, Dominykas Zalieckas; T: Kamilė Kielaitė-Sienkievič           | Englisch  | Blinder Vogel             | 05          | 0628                       | 03        | 08     |
| 7.    | 07       | Soliaris & Foreign Souls          | Song Of My Life M: Viktoras Alechnovicius, Artūras Daunys; T: Algimantas Minalga, Arminas Bagdzevičius | Englisch  | Lied meines Lebens        | 04          | 0413                       | 02        | 06     |
| 8.    | 06       | Aldegunda                         | I Want Your Love M/T: Gailė Asačiovaitė                                                                | Englisch  | Ich will deine Liebe      | 01          | 1.191                      | 04        | 05     |
| 9.    | 03       | Šarūnas Mačiūlis                  | Traukinys M/T: Šarūnas Mačiulis                                                                        | Litauisch | Zug                       | 0           | 1.209                      | 05        | 05     |
| 10.   | 01       | Original Copy                     | Power of Sounds M/T: Ieva Ščerbinskaitė                                                                | Englisch  | Stärke der Klänge         | 03          | 0335                       | 01        | 04     |
| 11.   | 04       | Paola Hart                        | I'll be alright M: Saxtone; T: Paulina Paulauskaitė                                                    | Englisch  | Mir wird es gut gehen     | 02          | 0224                       | 0         | 02     |
| 12.   | 02       | Živilė Gedvilaitė                 | Learn From Your Love M/T: Anna Timgren, Alex Mullarkey                                                 | Englisch  | Lerne von deiner Liebe    | 0           | 0231                       | 0         | 0      |

## Finale
Das Finale fand am 23. Februar 2019 ab 21:00 Uhr (EET) in den LRT Studios statt. Als Sieger ging der Sänger Jurijus mit seinem Lied Run With The Lions hervor.
| Platz | Startnr. | Interpret                         | Lied Musik (M) und Text (T)                                                               | Sprache   | Übersetzung (Inoffiziell) | Jury Punkte | Zuschauer                  | Zuschauer | Gesamt |
| Platz | Startnr. | Interpret                         | Lied Musik (M) und Text (T)                                                               | Sprache   | Übersetzung (Inoffiziell) | Jury Punkte | Stimmen (Televoting & SMS) | Punkte    | Gesamt |
| ----- | -------- | --------------------------------- | ----------------------------------------------------------------------------------------- | --------- | ------------------------- | ----------- | -------------------------- | --------- | ------ |
| 1.    | 8        | Jurijus                           | Run with the Lions M/T: Ashley Hicklin, Eric Lumiere, Pele Loriano                        | Englisch  | Renne mit den Löwen       | 12          | 24.694                     | 12        | 24     |
| 2.    | 6        | Monika Marija                     | Light On M/T: Rachel Suter, Monika Marija Paulauskaitė, Martin Wiik, Glen Eriksson        | Englisch  | Licht an                  | 10          | 20.977                     | 10        | 20     |
| 3.    | 7        | Antikvariniai Kašpirovskio Dantys | Mažulė M/T: Martynas Enčius                                                               | Litauisch | Baby                      | 08          | 15.699                     | 08        | 16     |
| 4.    | 5        | Jurgis DID & Erica Jennings       | Sing! M/T: Jurgis Didžiulis, Erica Jennings                                               | Englisch  | Singe!                    | 07          | 14.912                     | 07        | 14     |
| 5.    | 1        | Alen Chicco                       | Your Cure M/T: F. Venckus, Tomas Alenčikas                                                | Englisch  | Deine Heilung             | 06          | 02.980                     | 06        | 12     |
| 6.    | 3        | Henry & Tommy Modric              | Neverpart M/T: Tomas Sinickis                                                             | Englisch  | Kein Teil                 | 05          | 01.186                     | 05        | 10     |
| 7.    | 4        | Jurgis Brūzga                     | CTRL ALT DELETE M/T: Kasparas Meginis, Edgaras Žaltauskas, Jurgis Brūzga, Andrius Kairys  | Englisch  | –                         | 04          | 0936                       | 04        | 08     |
| 8.    | 2        | Justina Budaitė-Junà              | Strength of a Women M: Donatas Montvydas, Gytis Valickas-Echoes; T: Glenda „Gizzle“ Proby | Englisch  | Stärke einer Frau         | 03          | 0691                       | 03        | 06     |